# Медресе Мири Араб

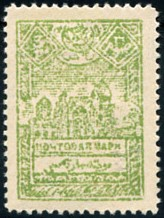
Медресе Мири Араб на почтовой марке Бухарской Народной Советской Республики, 1924.

Медресе Мири Араб (узб. Mir Arab mаdrаsasi / Мир Араб мадрасаси, араб. مدرسهٔ میر عرب‎ Madrasa-ye mir-e arab) — исламское образовательное, духовно-просветительское и мемориально-культовое сооружение XVI века в Бухаре (Узбекистан). Часть архитектурного ансамбля Пои Калян. В 1993 году в числе других достопримечательностей Бухары внесено в Список Всемирного наследия ЮНЕСКО в Узбекистане.

## История

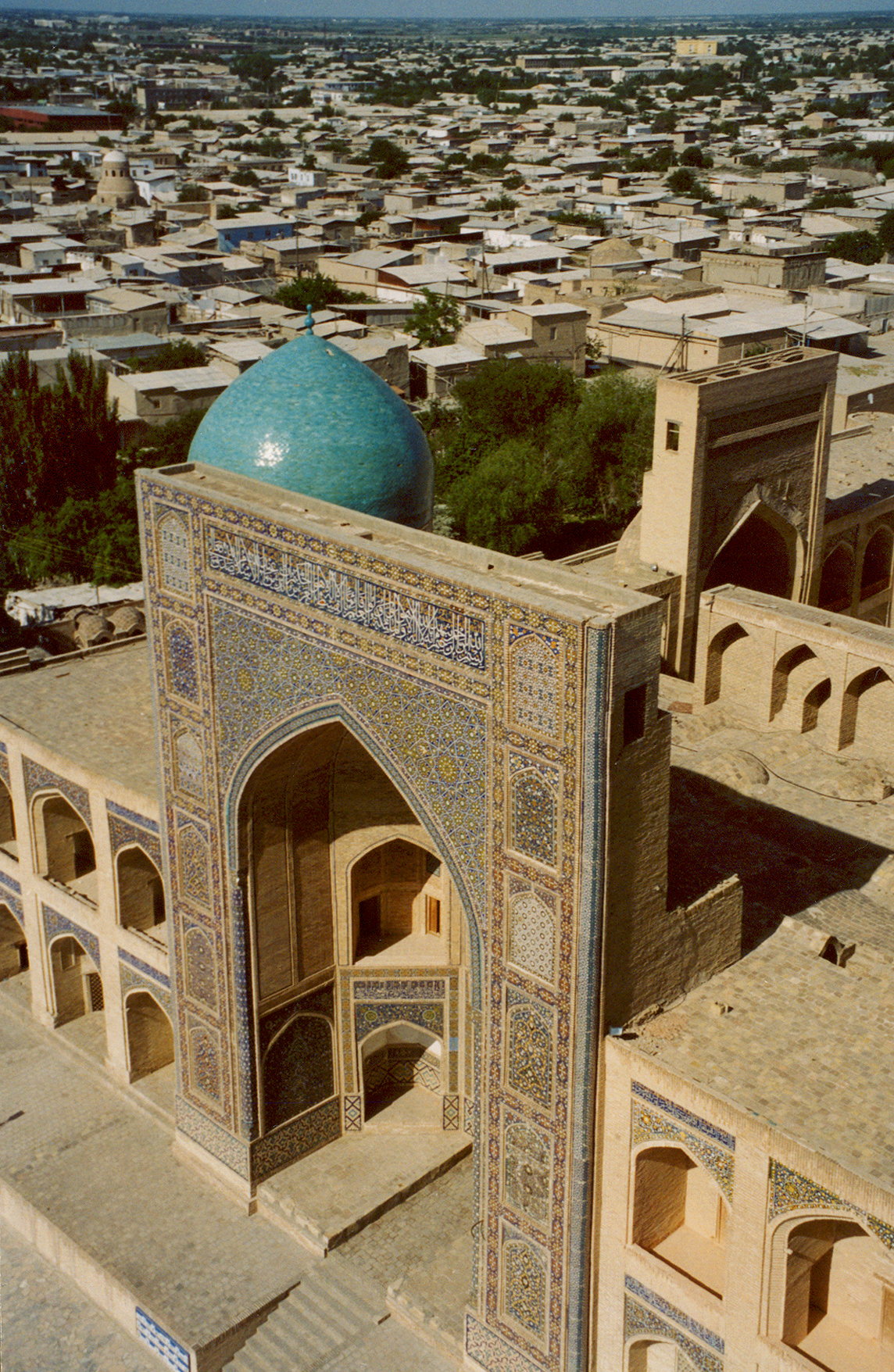
Главный портал медресе Мири Араб. Вид с минарета Калян

«Мир-и Араб» было основано в период правления узбекской династии Шибанидов в XVI веке. Это был один из крупных религиозных центров Бухарского ханства. После захвата Бухары Красной Армией в 1920 году, медресе было заброшено, а в конце 1920-х годов закрыто; духовенство репрессировано. Вновь медресе открыли только в 1946 году по инициативе председателя САДУМ шейха Эшона Бабахана ибн Абдулмажидхана, и оно до 1989 года оставалось единственным действующим медресе на территории СССР (кроме периода 1956—1961 годов, когда в Советском Союзе было ещё одно медресе в Ташкенте).

### Досоветский период
Медресе Мири Араб предположительно было построено шейхом тариката Накшбандия Сайидом Абдуллой аль-Йамани Хадрамаути, духовным наставником узбекского правителя Бухары Убайдулла-хана и идейным вдохновителем борьбы народов Мавераннахра против государства Кызылбашей.
Точная дата начала строительства медресе на сегодняшний день является спорной. Долгое время в историографии советского периода господствовала версия, основанная на выводах известных археологов и учёных-востоковедов М. Е. Массона и Г. А. Пугаченковой, согласно которой строительство здания было осуществлено в период с 1530 по 1535/1536 годы. Однако последние изыскания в этой области сдвигают дату начала строительства почти на два десятилетия ранее этого срока. В настоящее время известно, что медресе Мири Араб было построено в ознаменование победы армии шейбанидов над войсками сефевидского шаха Исмаила I в битве при Гиждуване, одержанной в 1512 году. Также известно, что заключительные строительные работы были произведены на деньги Убайдулла-хана, полученные им от продажи в рабство 3000 пленных иранцев, а последние крупные столкновения шейбанидов с Ираном произошли в первой половине 1520-х годов. Шейх Абдулла Йамани, умерший в 1526 году, перед смертью завещал похоронить себя на территории построенного им медресе, что также свидетельствует о том, что к этому времени строительство было практически завершено. Вероятно, что в 1530—1535/1536 годах здание медресе было существенно перестроено. Своё современное название «Мири Араб» (имущество Араба) медресе получило уже после смерти его основателя.
Бухарские преподаватели медресе — мударрисы, делившиеся на несколько разрядов, выделялись среди мулл города. Преподавателя, назначаемого в медресе Мири Араб, который также имел третий разряд среди бухарских мударрисов, после охунда (мударрис медресе Кукельдаш) и аъляма (мударрис медресе Гаукушан), называли муфтийи-аскаром.
С момента основания и до закрытия в начале 1920-х годов медресе Мири Араб являлось одним из самых престижных образовательных учреждений Средней Азии. В нём преподавали многие известные учёные, среди них известный таджикский мыслитель, просветитель, философ, писатель и поэт, государственный деятель Бухарского эмирата Ахмад Дониш Бухари, кади-калян Самаркандской области Исохон Ширинхужаев, последний кади города Иштыхан Кози Саййид Баходирхон ибн Саййид Иброхимхужа и другие.
Среди его выпускников были первый муфтий Оренбургского магометанского духовного собрания в Уфе Мухаммеджан Хусаин, первый избранный муфтий российских мусульман Галимджан Баруди, известный богослов XIX века шейх Казы-Аскар, выдающийся муфассир и мухаддис конца XIX века Миян Малик.

### Советский период
В 1920-е — 1930-е годы в СССР были закрыты все медресе. В 1945 году после долгих переговоров с правительственными органами муфтий Среднеазиатского духовного управления мусульман (САДУМ) Эшон Бабахан добился возобновления исламского обучения в Средней Азии. Его возрождение в послевоенном СССР началось с Постановления Совета народных комиссаров СССР от 10 октября 1945 года № 14808-р об организации медресе в Бухаре и в Ташкенте. На его основании было разработано Постановление Совета народных комиссаров Узбекской ССР от 29 ноября 1945 года № 1879-212с «О разрешении Духовному управлению Средней Азии и Казахстана открыть два духовных училища». В 1946 году в Узбекской ССР было открыто медресе «Мир-Араб». На 1 июня 1947 года в «Мир-Араб» было, согласно докладу И. В. Полянского, 26 студентов и 3 преподавателя. В научной литературе встречаются разные названия медресе. Однако согласно свидетельству об окончании обучения № 67, выданному в 1989 году Рифкату Рафикову, медресе называлось «Мир-Араб».
«Мир-Араб» было единственным мусульманским средним учебным заведением в СССР в 1946—1956 годах и в 1961—1989 годах. Второе медресе в СССР — Баракхона (Баракхан) — было открыто в 1956 году в Ташкенте, но закрыто властями в 1961 году под предлогом аварийного состояния здания.
Срок обучения в медресе «Мир-Араб» составлял 9 лет, которые делились на две ступени. Программа обучения согласовывалась с Советом по делам религиозных культов и делилась на три части:
- религиозные предметы (таджвид, хадисы, история ислама и другие). На них отводилось около 30 % учебного времени;
- светские предметы (история народов СССР, Конституция СССР, русский язык, физкультура и другие);
- предметы комплексного характера (арабский и персидский языки и другие).

Срок обучения для абитуриентов, имевших среднее светское образование, составлял 4 года. Учёбе очень вредил тот факт, что студенты медресе (как и учащиеся советских учреждений Узбекской ССР) периодически снимались с занятий и направлялись на уборку хлопка.
Студенты медресе получили стипендию в размере 35 рублей в месяц (на 1962 год) и одежду, один раз в неделю за счёт медресе посещали кинотеатр, проживали в общежитии медресе. Численность студентов была невелика — 40 человек на 1963 год, 86 человек на 1982 год. Выпуск из медресе был не каждый год и единовременно насчитывал 10-20 специалистов.
Духовные управления мусульман, направлявшие студентов в медресе, сами оплачивали стоимость их обучение (она составляла в 1963 году 500—600 рублей в год), кроме того деньги на функционирование учебного заведения давало САДУМ.

## Выпускники
Выпускниками медресе в советский и постсоветский период были такие известные религиозные и государственные деятели как:
- бывший главный муфтий Узбекистана Усман Алимов[14],
- председатель совета муфтиев России Равиль Гайнутдин,
- муфтий Азербайджана Аллахшукюр Пашазаде,
- муфтий Казахстана Ратбек Нысанбайулы,
- бывший президент Чеченской Республики Ахмад Кадыров,
- Верховный муфтий России Таджуддин, Талгат Сафич.
- председатель Духовного Управления Мусульман Средней Азии и Казахстана шейх Мухаммад Садык Мухаммад Юсуф.

Среди студентов «Мир-Араб» были иностранцы. Первым студентом-иностранцем стал гражданин Китая Абдукадыр Аминов.

## Руководители
В советский период директорами «Мир-Араб» были:
- Исхаки Башархан-ходжи (с 1946 по 1948/49 учебный год);
- А. Расулев (1948/49 учебный год), снят с должности САДУМ за многожёнство.

## Архитектура
Медресе Мири Араб возведено в приёме «кош» с мечетью Калян, вместе с которой составляет единый архитектурный комплекс Пои Калян. Оно представляет собой прямоугольное в плане здание с мощным входным порталом на главном фасаде, фланкированное по углам массивными полукруглыми башнями-гульдаста. Главный фасад медресе оформлен двухъярусными лоджиями, остальные наружные фасады здания глухие. Входной портал — пештак — прорезан глубокой полувосьмигранной нишей, в которой имеется единственный вход, ведущий в вестибюль. Из вестибюля проход ведёт в квадратный четырёхайванный двор со скошенными углами, окружённый по периметру двумя ярусами худжр. Айваны, выполняющие роль летних аудиторий, оформлены небольшими порталами, из которых в оригинале сохранился только южный. В восточных угловых помещениях расположены аудитории для занятий студентов — дарсханы. Угловые помещения по главному фасаду перекрыты сферическими куполами на высоких цилиндрических барабанах со световыми окнами на осях. Основанием для куполов служит система пересекающихся арок и щитовидных парусов, которая заканчивается венцом сталактитов. В левом от главного входа купольном помещении расположена гурхана, в которой находятся мраморные надгробия шейха Абдуллы Йамани и мударриса Мухаммада Касыма, деревянная сагана (по другим данным — кенотаф) Убайдулла-хана и ещё несколько неидентифицированных каменных намогильников. В правом от вестибюля купольном помещении обустроена мечеть.
В декоре медресе Мири Араб преобладают резные кашинные мозаики тонкой работы с растительными, геометрическими и эпиграфическими узорами, которыми украшены пештак, тимпаны лоджий главного фасада, тимпаны арок худжр на внутренних фасадах и барабаны куполов. Купола снаружи покрыты скуфьёй из голубых плиток. Во внутреннем убранстве медресе особенно парадно оформлена гурхана. Её панели и решётки украшены резной кашинной мозаикой, а стены и плафон — резным ганчем.
К началу XX века здание медресе уже было серьёзно повреждено: обвалился тимпан его входного портала, было разрушено левое крыло главного фасада, утрачены многие элементы декора, в том числе голубая скуфья уцелевшего купола южной дарсханы. В дальнейшем в результате проведённых реставрационных работ медресе полностью восстановлено.

## Раскопки в районе медресе
При раскопках весной 1977 года старогородской части Бухары в районе медресе Мири Араб исследованы остатки крепостных стен античного и раннесредневекового шахристана. По археологическим данным, шахристан Бухары, обведённый этой стеной, занимал территорию от Арка (на западе) до кладбища Суфиян Саури (на востоке) и от Саманбазара (на севере) до медресе Мири Араб (на юге).